# Универзитет у Анкари
Универзитет у Анкари (тур. Ankara Üniversitesi) је државни универзитет у Анкари, главном граду Турске. Прва је високошколска установа основана у Турској након формирања Републике 1923. године.
Универзитет има 40 стручних програма, 120 преддипломских програма и 110 дипломских програма.